# Chiesa di San Venceslao (Pečky)
La chiesa di San Venceslao (in ceco Kostel svatého Václava) è il luogo di culto cattolico che si trova a Pečky, comune del Distretto di Kolín, nella Boemia Centrale, Repubblica Ceca. Si tratta di una chiesa parrocchiale che appartiene all'arcidiocesi di Praga e risale al X secolo. Viene considerata monumento culturale nazionale.

## Storia

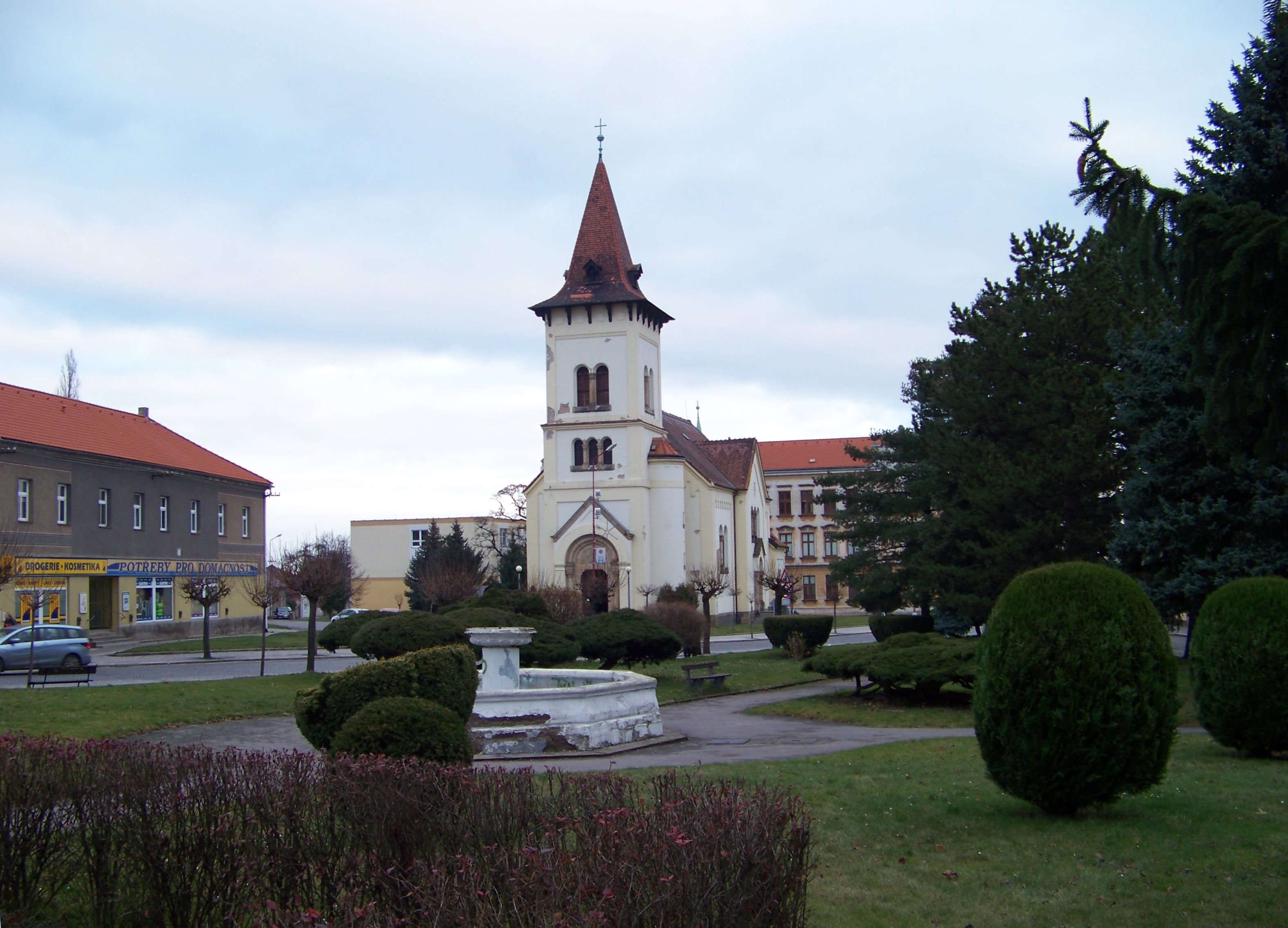
Chiesa di San Venceslao nel centro abitato di Pečky

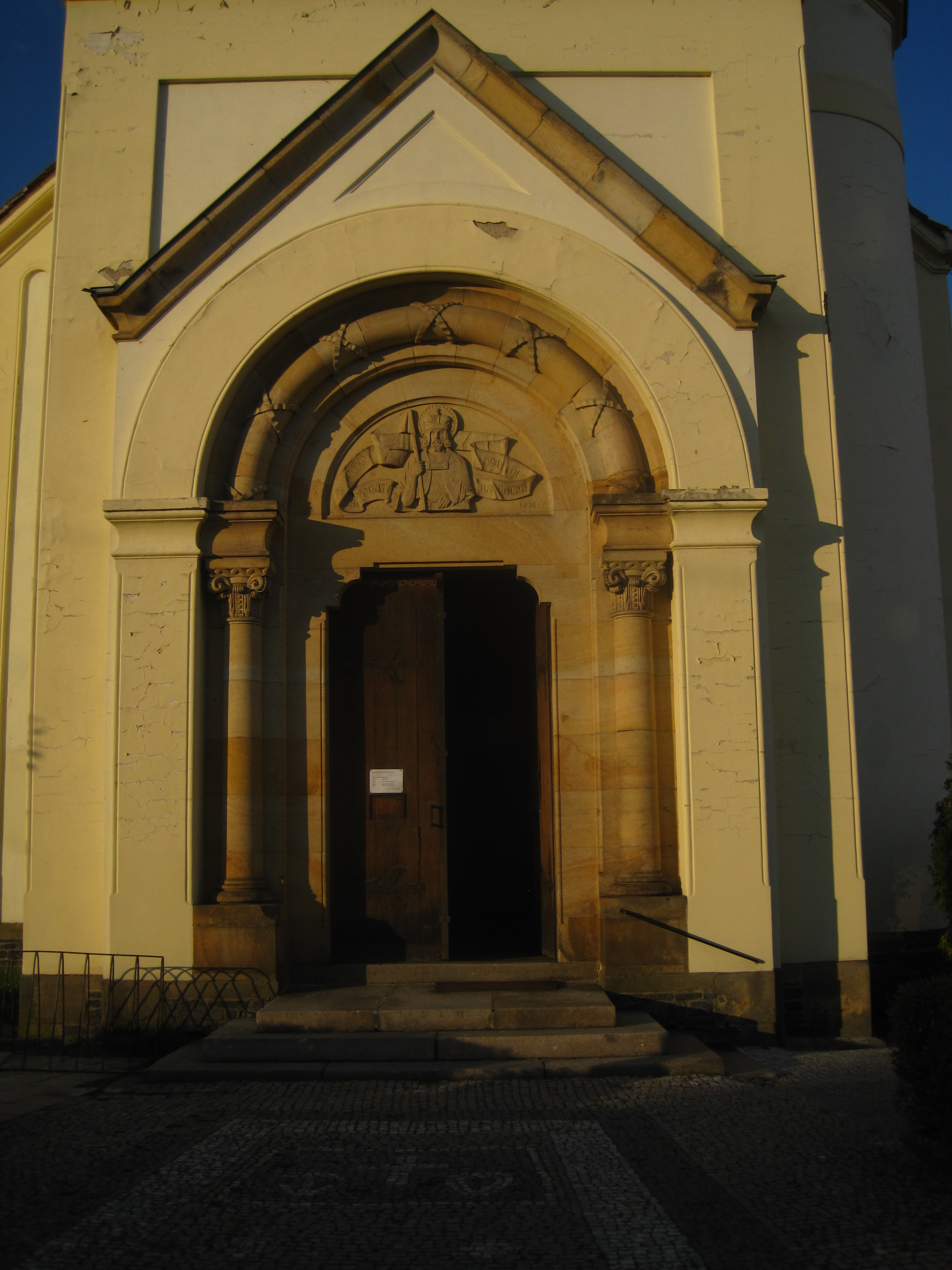
Portale di accesso sulla facciata

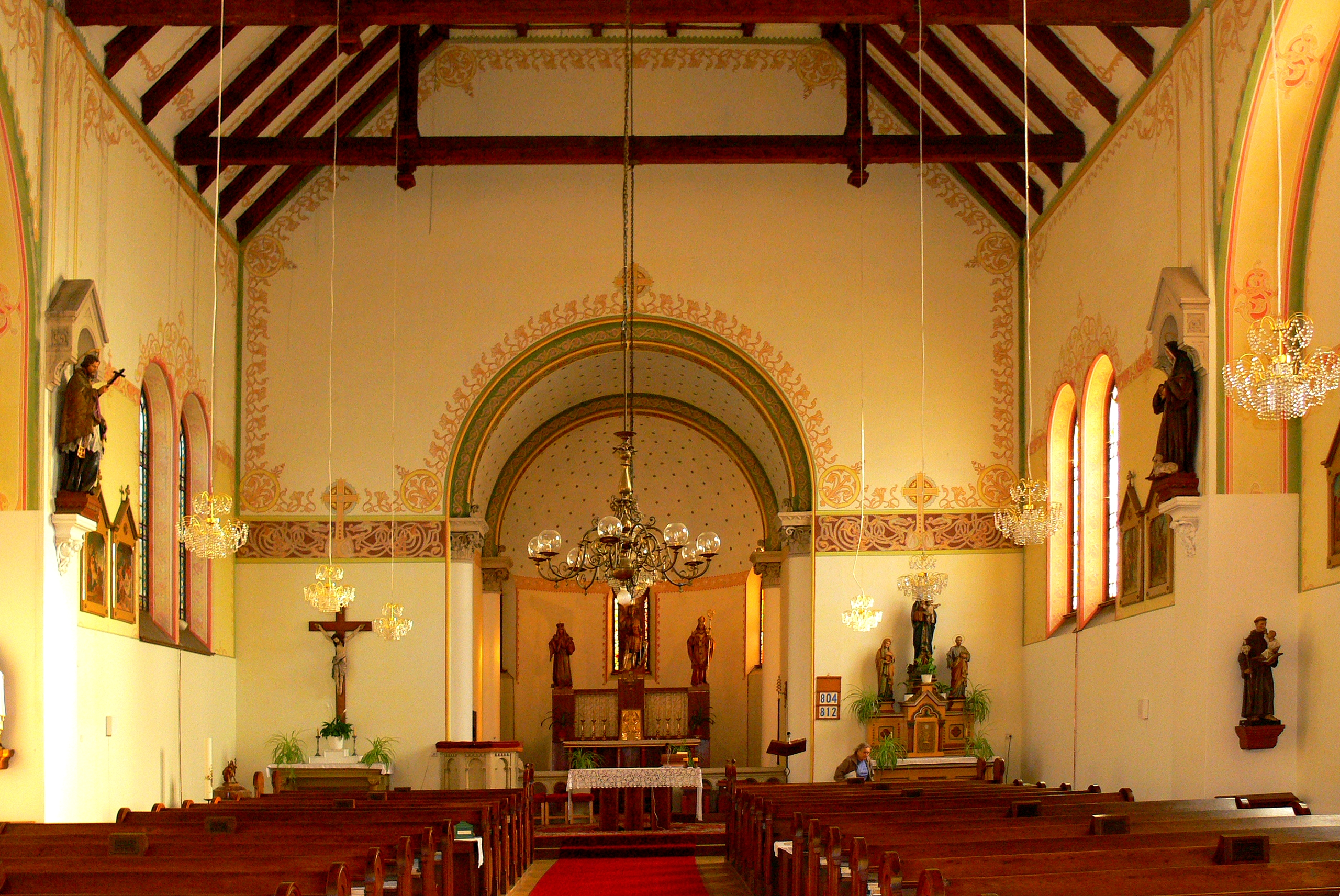
Interno della sala

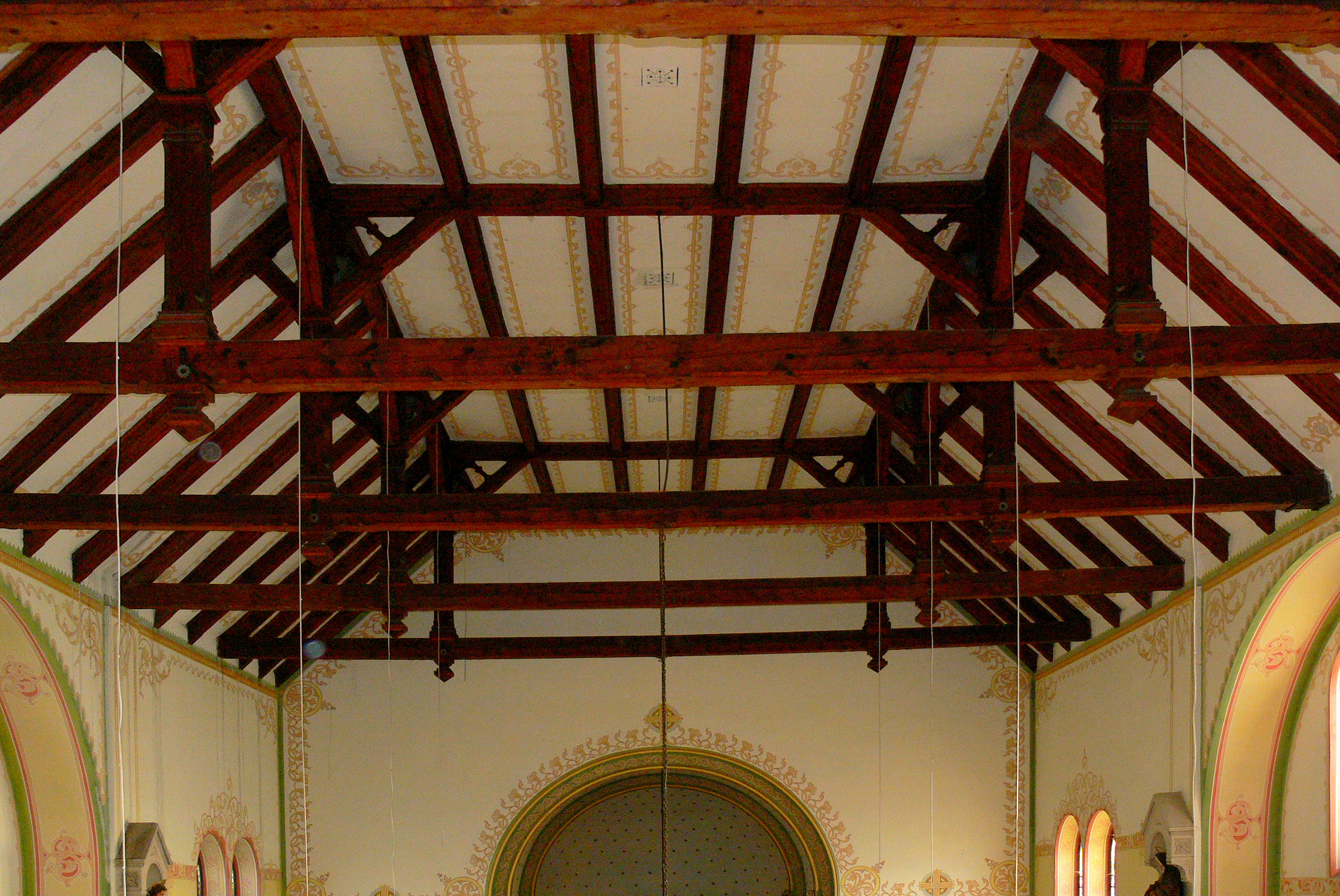
Particolare del soffitto

Originariamente il piccolo villaggio agricolo Pečky non aveva un proprio luogo di culto e i fedeli dovevano recarsi nella chiesa parrocchiale della Santissima Trinità nella vicina Dobřichov. In seguito il forte aumento del numero degli abitanti, causato dalla costruzione della ferrovia e dalle numerose imprese industriali che vi furono fondate, fece nascere la necessità di fondare una propria parrocchia con una nuova chiesa. Nel 1892 nacque l'associazione per la costruzione della chiesa e dopo i progetti preparati a partire dalla fine del XIX secolo quest'opera venne realizzata nei primi anni del XX secolo. La stesura del progetto definitivo fu ultimato poco prima della sua morte dall'architetto di Praga Bohumil Štěrba. Il cantiere venne aperto nel 1909 e i lavori furono ultimati entro il 1912. Il terreno per la costruzione fu donato dal principe Lichtenstein di Radi. La solenne consacrazione venne celebrata l'anno successivo. Lo stile architettonico scelto fu anacronistico per l'epoca, eclettico neoromanico e Art Nouveau. Gli arredi interni sono rimasti quelli del periodo della costruzione. La chiesa è stata completamente restaurata nel 2001.

## Descrizione

### Esterni
La chiesa di San Venceslao si trova a Pečky, comune della Boemia Centrale in Repubblica Ceca. Mostra orientamento verso nord e si affaccia sulla piazza centrale. La struttura è caratterizzata dalla sua massiccia torre campanaria posta anteriormente alla base della quale si trova il portale di accesso. La torre si conclude con un tetto a forma di piramide curvilinea acuta a base quadrata. La parte absidale ha base semicircolare ed è affiancata da due corpi di fabbrica. Il portale è fiancheggiato da colonne con capitelli corinzi.

### Interni
La navata interna è unica, uniforme ed austera. Il suo elemento più caratteristico è la copertura del soffitto in legno intagliato e a vista. Nella sala si conserva il dipinto geometrico di František Urban, artista autore anche dei motivi decorativi delle vetrate del presbiterio che raffigurano San Venceslao, San Vojtěch e San Venceslao e Santa Ludmila. L'altare maggiore con le statue lignee dei santi è stato realizzato verso la fine della prima metà del XX secolo dall'intagliatore Charvát di Kutná Hora.

### Monumento nazionale culturale della Repubblica Ceca
La tutela dei monumenti della Repubblica Ceca considera la chiesa di San Venceslao di Pečky un monumento culturale nazionale tutelato col numero di catalogo 1000121160.